# Tiloun
Jean-Michel Ramoune, surnommé Tiloun, est un chanteur français né le 23 décembre 1967 à Saint-Denis de La Réunion et mort le 5 juillet 2020 dans la même ville. Il grandit à Saint-Denis dans le quartier de la Source .

## Biographie
Enfant, Tiloun rencontre des grands noms de la musique réunionnaise tels Alain Péters, Ziskakan à ses débuts ou Henri Madoré. C'est au foyer de la Source que Tiloun s'initie au chant, à la musique « Pei », aux percussions, à la danse. Ce quartier de Saint-Denis est, comme il le décrit lui-même, « un berceau de créativité ». Tikok Vellaye, Maxime Laope, Benoîte Boulard, Henri Madoré, Alain Peters, Gilbert Barcaville, les frères Ducap, Arnaud Dormeuil, Jeff Gang ou Atep en sont originaires. Ils vont être pour Tiloun des sources d'inspiration.
Il commence à écrire et à jouer dans les kabars. Firmin Viry, auprès duquel il joue pendant quatre ans lui fait découvrir la philosophie du maloya.
Il travaille comme animateur de rue, et ses prestations ne sont pour lui qu'un divertissement. Il faudra que Gilbert Pounia, Firmin Viry, Danyèl Waro, Daniel Honoré lui mettent la pression pour qu'il envisage l'éventualité d'un disque. Son fils, Nicolas, emporte la décision.
Tiloun n'est pas une vedette, il est très attaché à sa famille, sa femme, son fils ainsi qu'à ses « dalons » (copains) et à tous ceux qu'il a écouté, aidé. Le maloya lui permet de revendiquer ses origines « bâtardes » (métissées) dont il est fier. Il est ouvert aux musiques malgaches, africaines et sud-américaines.
Sous la pression de tous ses amis, il finit par enregistrer un disque, à condition qu'il soit pas un « zafèr commercial ». Avec Stéphane Boquet, il fonde l'association « Dé Pat Ater » (Les pieds sur terre) et, entouré de sa formation au complet, il enregistre ce premier opus qui porte le nom de l'association. Olivier Giron[Qui ?] est sans doute l'un de ceux qui le dépeignent le mieux : « Une voix fragile et saisissante qui nous raconte La Réunion, sa Réunion, dans le respect de la langue et du patrimoine. Des textes engagés, pas encore assez à son goût, qui aborde les thèmes du métissage, du franc-parler, des travers de la vie, de l’amour, du sida, des Chagos… Tout cela dans un maloya épuré et harmonieux, notamment le titre Dodo mon ti kok, une berceuse pour son zenfan écrite en 1989 et très joliment accompagnée par Sandrine Ledoux à la harpe, l’instrument préféré de Tiloun ».

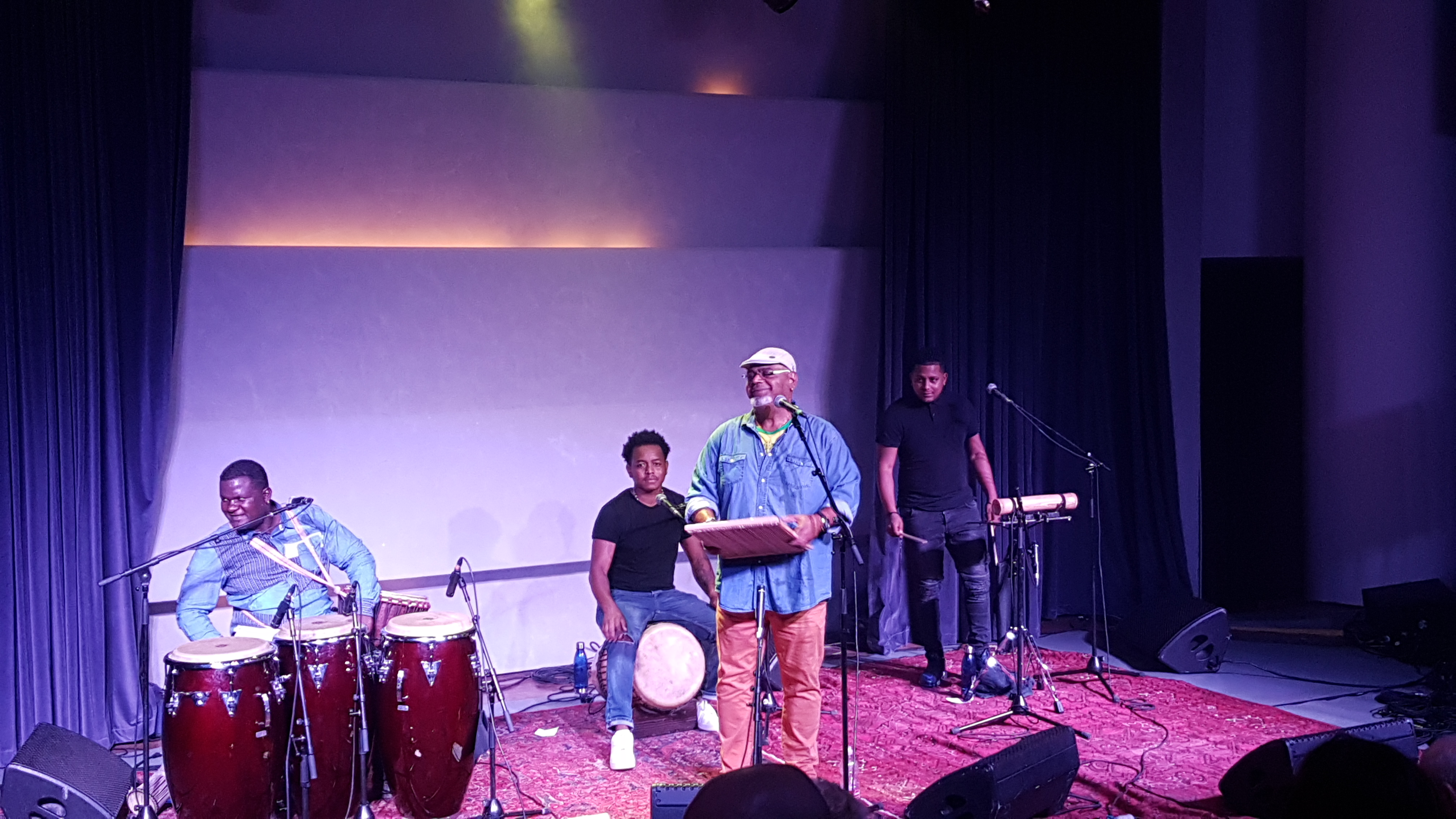
Tiloun au Jerusalem Jazz Festival 2019 (Musée d'Israël).

Tout en continuant de travailler, il enchaîne kabars, concerts, participe au Sakifo. La SACEM lui décerne le prix Fanal[Quoi ?]. Il crée, pour la cause des Chagossiens, le bal maloya.
Avec une nouvelle équipe de musiciens et des artistes malgaches, il enregistre à la Résidence d'artistes de Madagascar son deuxième CD : Kas in Poz.
Il était engagé dans la défense de la langue créole et la prise en charge du diabète et de ses complications.
Il s'est prononcé contre le rougail saucisses en boîte[Quoi ?].
Le 5 juillet 2020, Tiloun décède d'une crise cardiaque au CHU Bellepierre,.

## Discographie
- Dé Pat Ater, 11 titres, 2008
- Kas In Poz, 14 titres 2011

## Concerts 2013
- Théâtre Vladimir Canter, 15 février 2013
- Concert Tiloun ek bann Matantes, Palaxa, 8 mars 2013
- Tiloun au Babel Med Music, Marseille, 24 mars 2013
- Concert Opubatapas, Saint-Pierre, 30 mars 2013[12]
- Tiloun ek son bann, Printemps de Bourges, « Les inouïs », 28 avril 2013

## Musiciens
- Zélito Deliron, voix, roulèr, flûte
- Patrick Quinot, voix, congas, djembé
- Masaï Imare, voix, kayamb
- Vincent Philéas, voix, roulèr, sati, piker
- Mickael Talpot, voix, bobre, sati
- Soameva, voix
- Rajery, valiha
- Dan Ramahaleo, voix, kabosy
- Daniel Ramaroson, marovany

## Récompenses
En 2010, la SACEM lui décerne le prix Fanal[réf. nécessaire].